# العشق والدم (فلم)
العشق والدم فيلم مصري من إنتاج عام 2002، من إخراج أشرف فهمي.

## قصة الفيلم
تدور أحداث الفيلم في إحدى قرى الصعيد، تتزوج نوارة من دردير، الذي يعمل في الحفر والتنفيب عن الآثار، ويحبان بعضهما منذ الطفولة، في ليلة الزفاف، يصاب دردير بعجز جنسي، يعود نعمان الذي يعمل في البحر، يدفعه الحنين إلى نوارة التي يحبها منذ الطفولة، يحاول اغتصاب نوارة لكن تهرب منه، تسعى نوارة إلى أن تحمل من زوجها دردير، يكتشف نعمان في منزله بدروم ملئ بالآثار المسروقة. فيزيد من إلحاحه على نوارة كي تتزوجه. يشاع في القرية أن هناك علاقة آثمة بين نوارة ونعمان، بينما يكتشف دردير الثروة الموجودة في البدروم، وتلحق به نوارة، يطاردهما أهل القرية، ويلقون بالمشاعل داخل المنزلن ويموت الزوجان محترقين.

## بطولة
- شريهان
- فاروق الفيشاوي
- محمد رياض
- سهير المرشدي
- تامر عبد المنعم
- حسين الشربيني
- علي عبد الرحيم
- سيد مصطفى
- إيمان أيوب
- ثريا إبراهيم
- محمد الشوري

## فريق العمل
- إخراج: أشرف فهمي
- تأليف: بسيوني عثمان
- إنتاج: مجدي عبد المسيح
- مونتاج: علوي فايد
- موسيقى: خالد حماد
- مدير التصوير: سعيد شيمي

## وصلات خارجية
- مقالات تستعمل روابط فنية بلا صلة مع ويكي بيانات